# Pfalzkirche Karnburg

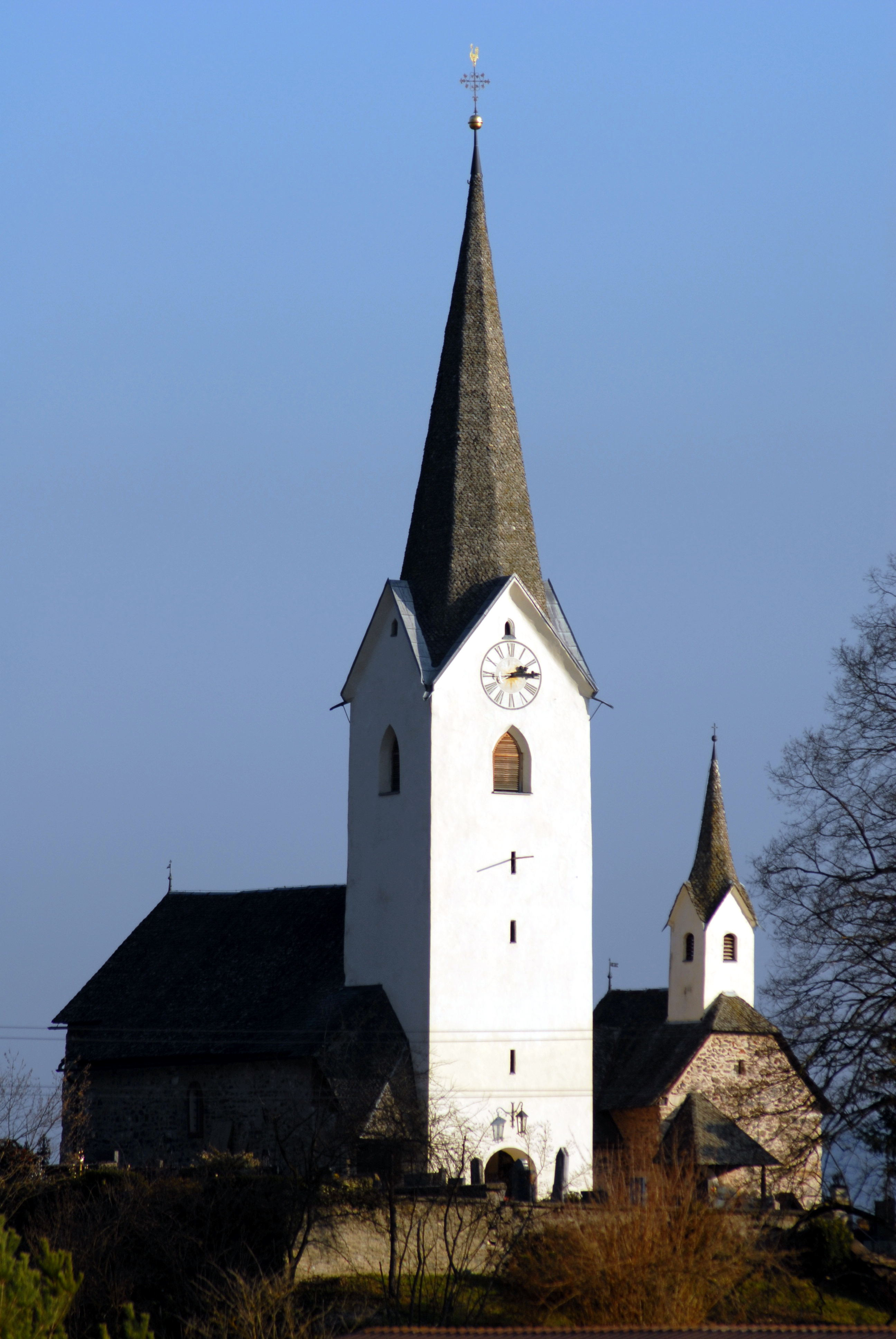
Pfalzkirche Karnburg mit Annakapelle

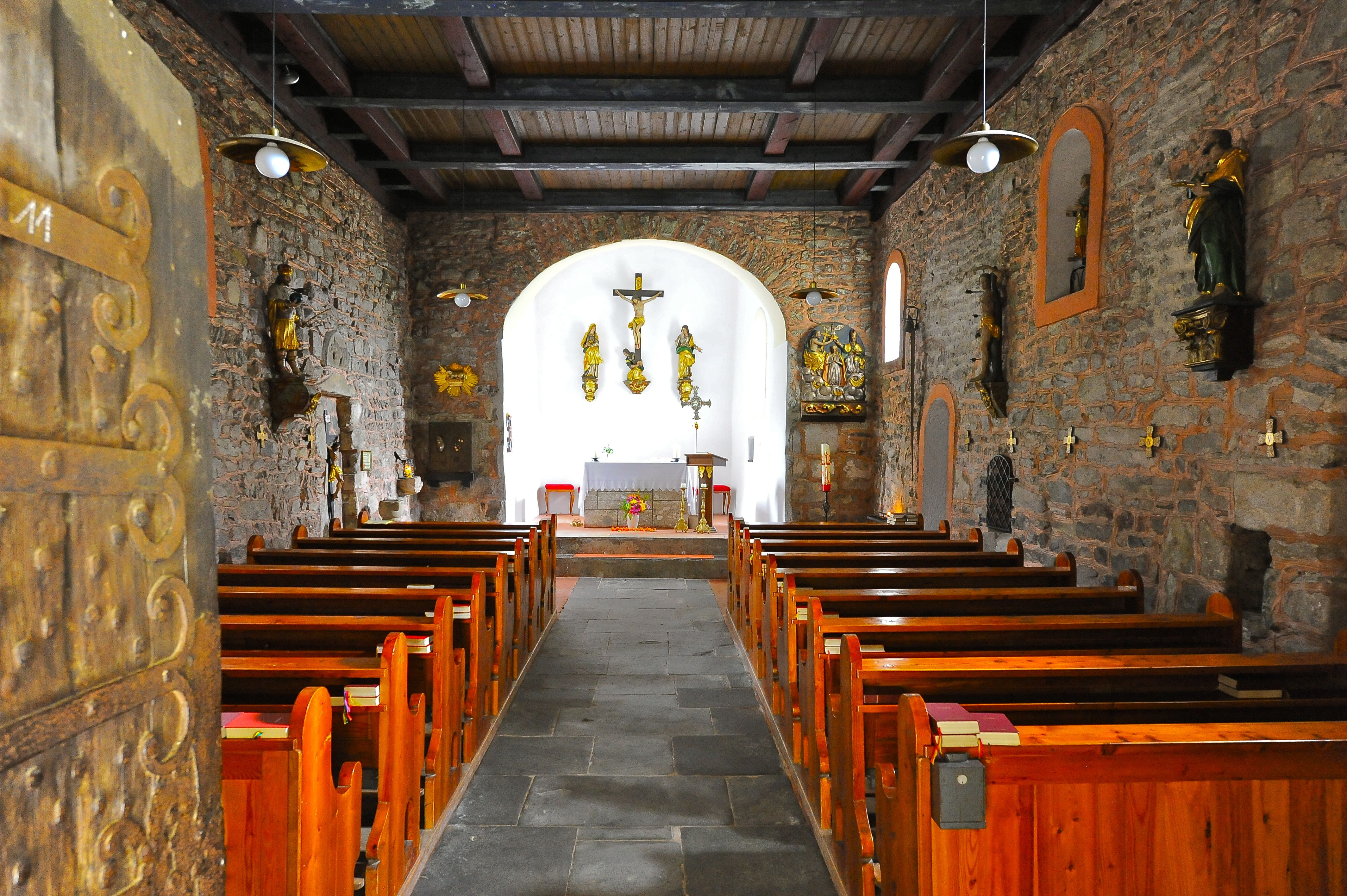
Kircheninnenraum

Die Pfalzkirche Karnburg ist eine römisch-katholische Pfarrkirche in Karnburg, einer Ortschaft der politischen Gemeinde Maria Saal im Kärntner Zollfeld. Die Kirche und die sie umgebende Ortschaft liegen am Fuße des Ulrichsbergs. Sie ist den Heiligen Petrus und Paulus geweiht.

## Geschichte
Die ehemalige Pfalzkirche wurde wohl um 888 zum Besuch des Königs Arnulf von Kärnten errichtet und als Königspfalz genutzt. Weil Arnulf von 896 bis 899 die römisch-deutsche Kaiserwürde trug, war die Kirche auch kaiserliche Pfalzkirche und Teil einer heute nicht mehr erhaltenen Wehranlage mit Mauern, Wällen, Gräben und Palisaden. Erstmals wurde die Kirche 927 urkundlich erwähnt. Sie ist eine Gründung der Salzburger Bischöfe. Der Sakralbau mit seiner karolingischen Architektur gilt als die älteste Kirche Kärntens und als eine der ältesten Kirchen Österreichs.

## Architektur und Gestaltung
Ein Mauerband umgibt die Kirche und den Friedhof. Die Kirche selbst ist ein einschiffiger Bau mit eingezogenem, quadratischem Chor und einem westlichen Vorhallenturm aus dem 15. Jahrhundert, der von einem Spitzhelm gekrönt ist. Der alte Kirchenbau gilt als seltenes Beispiel erhaltener karolingischer Architektur in Österreich; das ursprüngliche Mauerwerk ist deutlich sichtbar. In die Kirchenwände sind römische Relief- und Inschriftensteine eingelassen und als Spolien verbaut worden. Es finden sich Grabinschriften von römischen Soldaten und Einheimischen mit diversen Darstellungselementen, Sarkophagdeckel, Inschriftenfragmente und Stelen.
Der achteckige gotische Taufstein steht in der kreuzgewölbten Vorhalle der Kirche. Das gotische Eingangsportal mit Spitzbogen trägt eine Tür mit Eisenbeschlägen. Das hölzerne Flachdach im Kircheninnenraum stammt aus 1929. Im Chor und Schiff durchbrechen rundbogige romanische Fenster das Mauerwerk; an der Nordwand ist ein Durchgang zugemauert, darüber befindet sich ein Abbild der Hand Gottes, daneben steht ein karolingisches oder ottonisches Säulenstück mit kesselförmigem Kapitell. An der Chorschlusswand sind Reste romanischer Wandmalerei übertüncht worden. Die barocke Kreuzigungsgruppe ist aus dem 18. Jahrhundert, die barocken Figuren des Schiffs zeigen die Heiligen Paulus und Oswald an der Nordseite und die Heiligen Petrus und Sebastian an der Südseite. Das Kruzifix in der Türnische ist aus dem 17. Jahrhundert.

## Annakapelle
Durch die südliche Sakristei ist die mittelgroße Kirche mit der gotischen Annakapelle verbunden. Die Kapelle hat einen kleinen Chor. Auf das Krüppelwalmdach ist ein gemauerter Dachreiter mit Spitzhelm aufgesetzt. Kleine spitzbogige Fenster durchbrechen die Außenwand. Unter der Annakapelle liegt das Beinhaus. Im Sakralbau befinden sich Figuren der Heiligen Anna mit Maria, Johannes Nepomuk und Franz Xaver. Am Verbindungsgang zwischen Kirche und Kapelle sind römerzeitliche Reliefs mit Schreiber- und Dienerdarstellung und ein Inschriftfragment mit norischem Kymation zu sehen.